# Okapi
Az okapi (Okapia johnstoni) az emlősök (Mammalia) osztályának párosujjú patások (Artiodactyla) rendjébe, ezen belül a zsiráffélék (Giraffidae) családjába tartozó faj.
Nemének az egyetlen faja.
Rejtőzködő, erdei életmódot folytató, afrikai állat és az egyik legkésőbb felfedezett nagy testű afrikai vad. Neve a helyiek o'api elnevezéséből ered, tudományos nevének másik tagja pedig felfedezője, Brit Közép-Afrika gyarmati tisztviselője, Sir Harry H. Johnston nevének állít emléket. Ősi típusú zsiráf, a harmadidőszakban élt zsiráfősökhöz sokban hasonlít a csontozata és életmódja, ezért az élő kövületek közé sorolják.

## Felfedezése
Először Henry Morton Stanley hallott róla a Belga Kongóbeli Ituri-esőerdő felfedezése közben a helyi törzsektől, de tévesen „atti” néven örökítette meg a nevét. A leírás megragadta Sir Johnstont, aki egy új faj felfedezése reményében 1899-ben maga is expedíciót vezetett az esőerdőbe. A wambutti törzsben meséltek neki a barna, szamárra hasonlító, csíkos lábú állatról, és megtudta igazi nevét, Johnston pedig biztos volt benne, hogy valamiféle erdei zebrát fedezett fel. Két, Mbeni belga erődjéből szerzett csíkos bőrdarabot 1900-ban sikerült eljuttatnia Londonba, a Zoológiai Társasághoz. Ekkor jelentették be, hogy új fajt találtak – ekkor még Equus? johnstoni néven, mivel az okapit lófélének hitték.
Johnstonnak okapicsapást is mutattak, de mivel az egy párosujjú patástól származott, ő nem hitte el, hogy az általa felfedezett „erdei zebrákhoz” tartozott volna. Eközben Karl Eriksson, Fort Mbeni parancsnoka szerzett egy teljes bőrt és két koponyát, amit elküldött Johnstonnak. Ő ezeket továbbította Londonba, ahol a koponyákból sikerült megállapítani, hogy valójában inkább erdei zsiráfról van szó, mintsem erdei zebráról. A tudományos leírást Philip Lutley Sclater készítette el.

## Előfordulása
Az okapi bizonyíthatóan csak a Kongói Demokratikus Köztársaság területén, a Kongó-medence sűrű esőerdőiben él a szabad természetben, de elképzelhető, hogy a szomszédos Uganda, Szudán, Közép-afrikai Köztársaság és Kamerun határvidékén is megél. Az 500-1000 méteres tengerszint feletti magasságot kedveli.

## Megjelenése

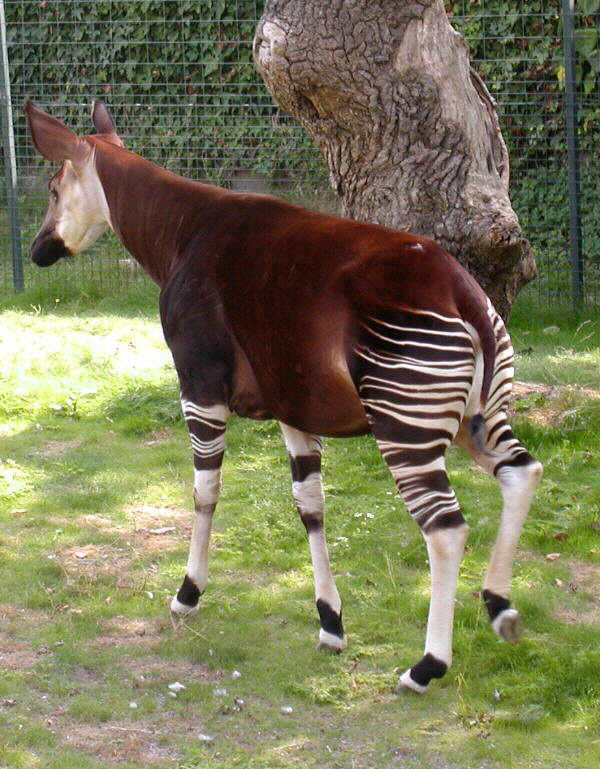
A csíkos farú állatot eleinte erdei zebrának hitték

Csokoládébarna alapszínű, pofája szürkés az orr kivételével. A mellső és hátsó lábakon, illetve a farrészen vízszintes, krémszínű csíkozás figyelhető meg. Ez kiváló rejtőszín a sűrű esőerdőben. Az okapi alkata és mérete némileg lószerű, hossza mintegy 2–2,5 méteres, a marmagasság pedig 1,5–2 méter körüli. Fara csapott, farka hossza körülbelül 30–40 centiméter, testtömege 200–350 kilogramm között mozog.
Fülei nagyok, a nyak pedig hosszabb a kérődzőkre jellemzőnél, de hossza messze nem közelíti meg a zsiráfét. A tehenek némileg nagyobbak a bikáknál, de nincs szarvuk. Az okapi szarvai a zsiráféihoz hasonlóan bőrrel borított képződmények, némileg hátrahajlanak, és hosszuk nem haladja meg a 15 centimétert.

## Életmódja
Az okapik magányos, rejtőzködő állatok. Néhány négyzetkilométeres territóriumaik átfedik egymást, a hímek általában nagyobb területeket ellenőriznek a nőstényeknél. Vizelettel és nyakuk fákhoz dörzsölésével jelölik ki birtokaik határait. Egymás társaságát nem kerülik, alkalomadtán közösen is táplálkozhatnak, de sosem jönnek létre tartós csapatok. A faj társas életéről leginkább fogságban tartott egyedek vizsgálatai alapján tudunk, itt kimutathatóak hierarchiára utaló jelek (például agresszió, behódolás). A vokális kommunikációnak nagy szerepe van a társas életben, még az anya-utód kapcsolatban is.
Az okapi nappal aktív, ekkor táplálkozik jól bejárt, kitaposott ösvényeit követve. Leveleket, gumókat és hajtásokat fogyaszt, étrendjében kb. 100, emberre általában mérgező növényfaj szerepel. Hosszú, ügyes, fekete nyelvével ragadja meg a kiszemelt táplálékát. Az ásványi anyagokat az itatóhelyek közelében található, vöröses, kénes, sós agyagból pótolja.

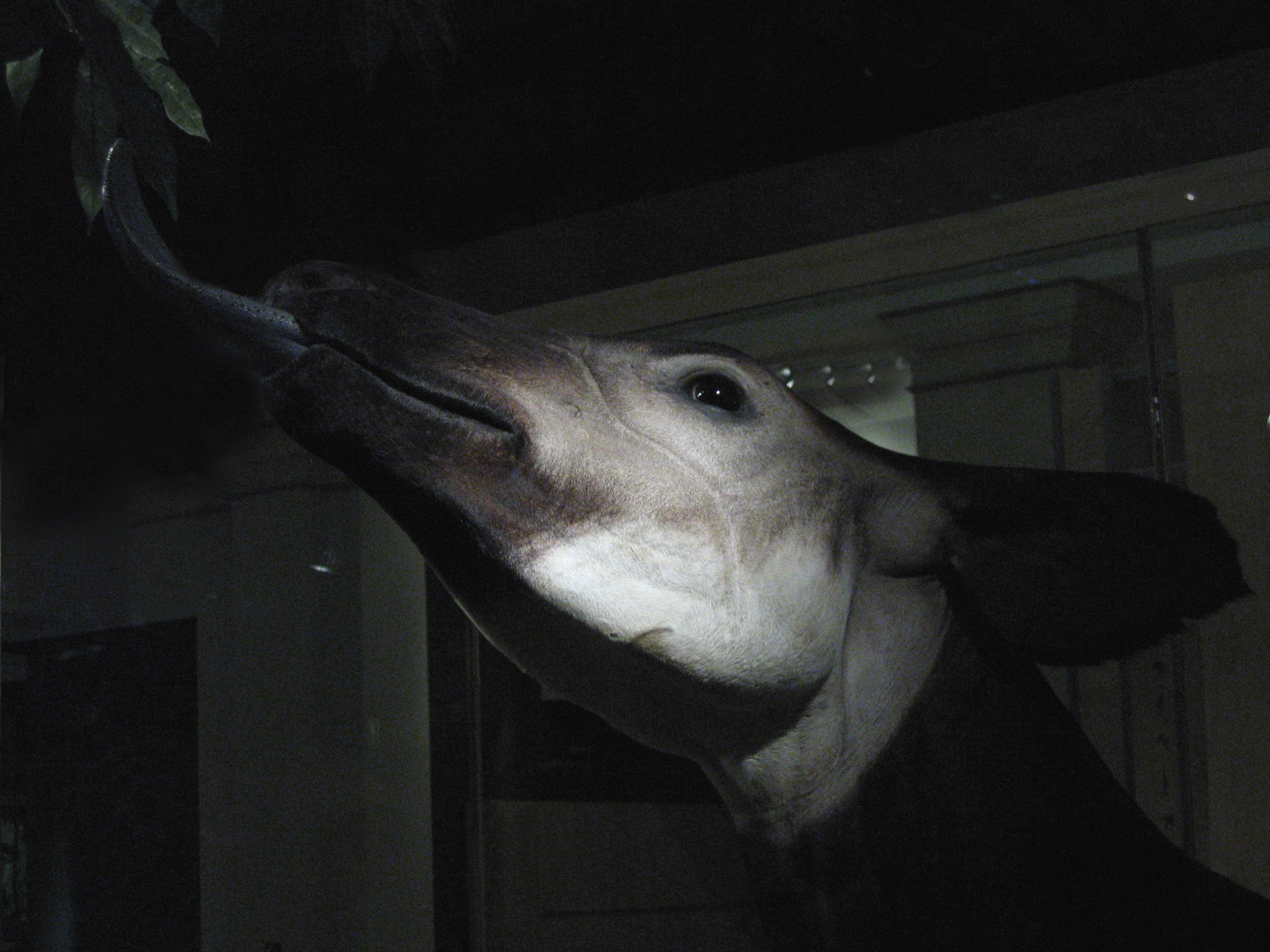
Az okapi nyelve a zsiráféhoz hasonlóan hosszú, ügyes szerszám

## Szaporodása
A vadonban az okapik társas élete leginkább a párzásra, illetve az ezt megelőző procedúrára korlátozódik. Állatkerti megfigyelések szerint az udvarlás kölcsönös szimatolásból, körkörös mozgásból és nyalogatásból áll, majd a hím nyakát kinyújtva, fejét dobálva és egyik lábát előretartva bizonyítja dominanciáját. Ezt követi a párzás, amit követően a pár elválik. A vemhesség kb. 440 napig tart, a nőstények pedig sűrű bozótosban adnak életet egyetlen utóduknak általában augusztustól októberig.
Az okapiborjú 14-30 kilogrammot nyom születésekor, és alig fél órán belül már képes felállni, majd hamarosan jár is. Az első napokban anyját követi, aki talál számára egy rejtekhelyet. Az itt kialakított „fészek” szolgál kb. két hónapon keresztül a borjú lakhelyéül, aki szinte sosem mozdul ki innen. Vész esetén a kicsi megmerevedik, anyja pedig vadul a támadóra ront. A ragadozók elkerülése végett ebben az időszakban az okapicsikók alig szopnak és nem ürítenek bélsarat.
A rejtőzködés hónapjai alatt a kis okapik rohamos gyorsasággal nőnek, és hamarosan csatlakoznak anyjukhoz. Az elválasztás 6 hónapos korban történik meg, de a borjak még akár egyévesen is szophatnak. Ebben a korban jelenik meg a bikák szarva.
Az állatok kb. 3 éves korukra érik el a kifejlett méretet, de már korábban ivarérettekké válnak: a nőstények kb. 1,5, a hímek kb. 2 évesen válnak képessé az utódnemzésre. Az okapi fogságban 30 évig is elélhet.

## Természetvédelmi helyzete

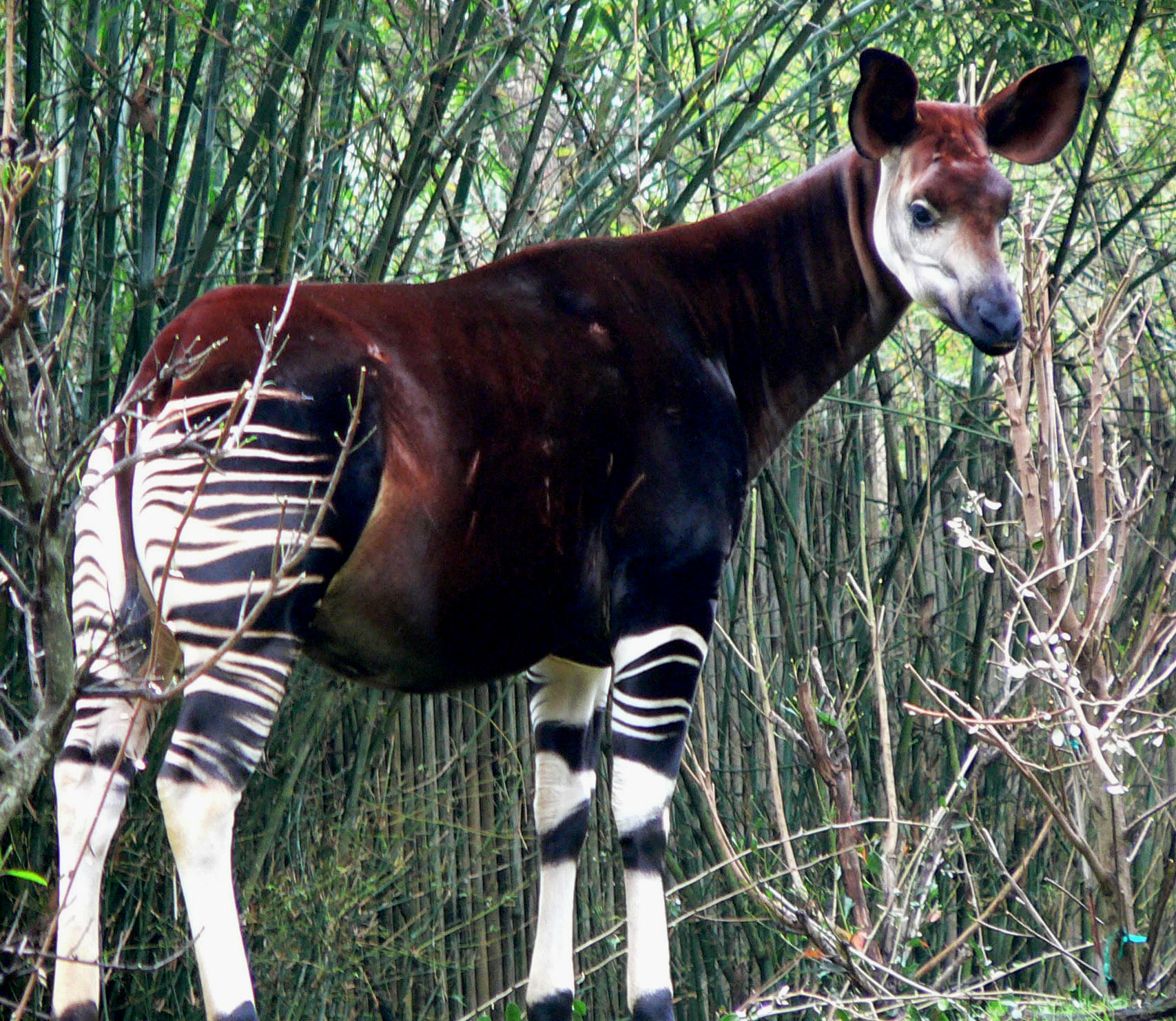

A Természetvédelmi Világszövetség 2013 óta a fajt veszélyeztetettként tartja számon. A populáció csökkenését leginkább az erdőirtás okozza, de nagy károkat okoz a vadászatuk is. Gondokat okozhat az is, hogy természetes körülmények között eleddig nem tanulmányozták az okapik életét.
A világban élő okapik egyedszámát 10 000 körülire becsülik. A Kongói Demokratikus Köztársaságban folyó természetvédelmi munka 1992-ben az Okapi Vadrezervátum létrejöttéhez vezetett, melyet 1996-ban felvettek az UNESCO világörökség listájára. A kongói polgárháború mind a park élővilágát, mind a rezervátum dolgozóit veszélyeztette. A rezervátum központjában, Epuluban, egy okapikat tenyésztő állomás található. Az állomást a Kongói Természetvédelmi Intézet (ICCN) és a Gillman International Természetvédelmi Alapítvány (GIC) irányítja, melyek olyan szervezetektől kapnak támogatást, mint például az UNESCO, a Frankfurti Zoológiai Társaság és a WildlifeDirect valamint a világ különböző állatkertjei. A Vadvédemi Társaság (WCS) szintén aktívan közreműködik az Okapi Vadrezervátumban.
2006. június 8-án a Virunga Nemzeti Parkból jelentették okapik jelenlétét. 1959 után ez volt az okapik első hivatalos észlelése a parkban. 2008 szeptemberében a Vadvédelmi Társaság jelentette, hogy egyik automatikus kamerájuk fényképet készített az okapiról a Virunga Nemzeti Parkban. A Vadvédelmi Társaság Albert-hasadék programjának igazgatója, Dr. Andrew Plumptre szerint „A Virunga Nemzeti Parkban az okapik jelenlétére utaló friss bizonyítékok jó jelei annak, hogy a vadvilág elkezdett visszatelepedni a zavargások és a vadorzás által érintett területekre.
Állatkertekben nem túl gyakori, Európában csak 26 helyen tartják, Magyarországon sehol sem.